# 若桜町

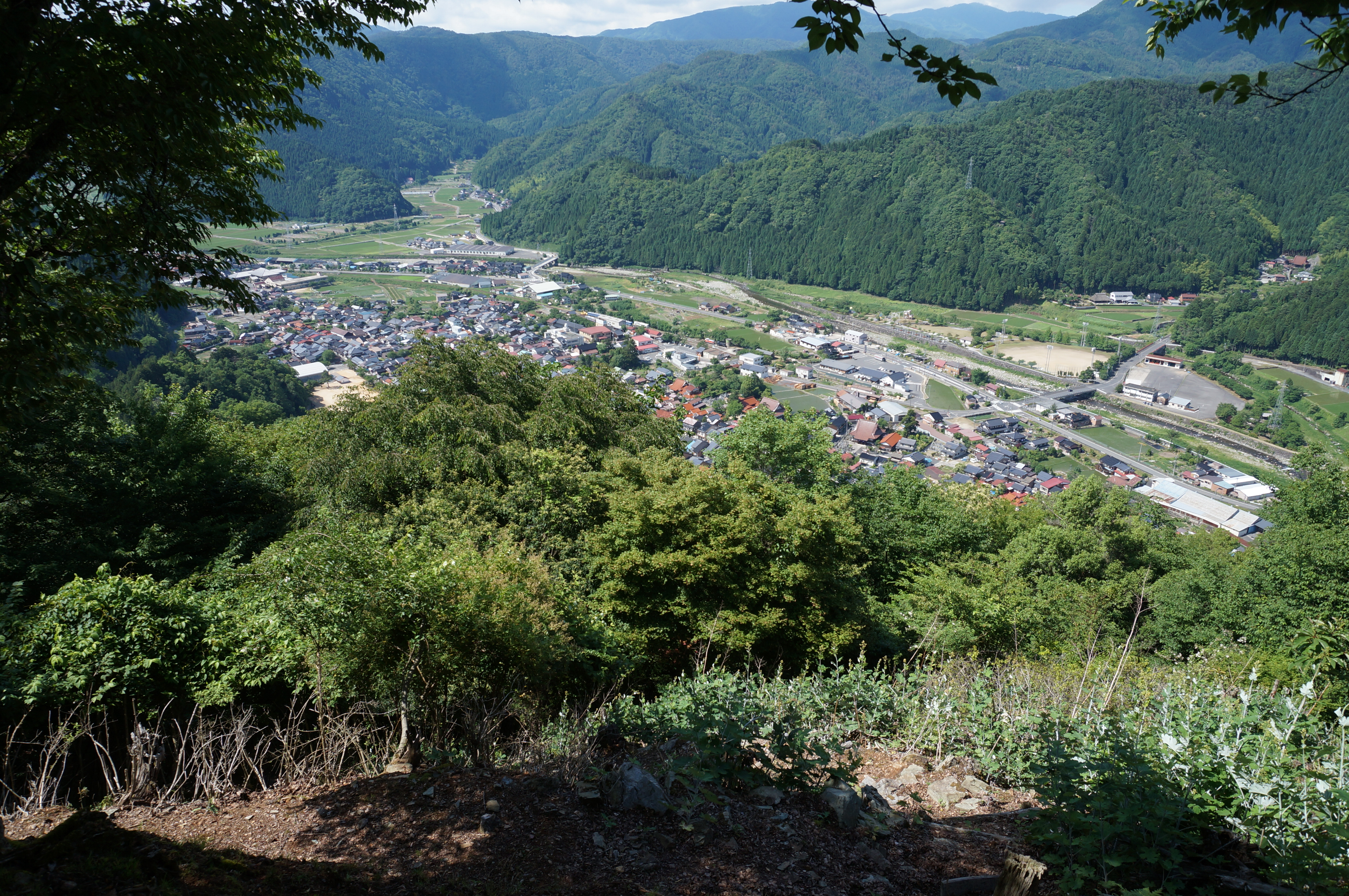
若桜鬼ヶ城から望む若桜町

若桜町（わかさちょう）は、鳥取県の東南端に位置する町である。八頭郡に属す。氷ノ山一帯は、国定公園（氷ノ山後山那岐山国定公園）に指定されている。

## 地理
鳥取県の南東端に位置し、兵庫県や岡山県と接している。町域には山地が多く、観光業が主産業である。兵庫県との県境にある氷ノ山は夏は登山客、冬はスキー客が集まる。町全体が豪雪地帯となっている。
- 山：氷ノ山、三室山、扇ノ山、東山、陣鉢山、広留野高原
- 河川：八東川

### 人口
| |                                        |  |
| 若桜町と全国の年齢別人口分布（2005年） | 若桜町の年齢・男女別人口分布（2005年） |  |
| ■紫色 ― 若桜町 ■緑色 ― 日本全国 | ■青色 ― 男性 ■赤色 ― 女性              |  |
| 若桜町（に相当する地域）の人口の推移 \| 1970年（昭和45年） \| 7,443人 \| \| \| 1975年（昭和50年） \| 6,989人 \| \| \| 1980年（昭和55年） \| 6,633人 \| \| \| 1985年（昭和60年） \| 6,337人 \| \| \| 1990年（平成2年） \| 6,004人 \| \| \| 1995年（平成7年） \| 5,548人 \| \| \| 2000年（平成12年） \| 4,998人 \| \| \| 2005年（平成17年） \| 4,378人 \| \| \| 2010年（平成22年） \| 3,873人 \| \| \| 2015年（平成27年） \| 3,269人 \| \| \| 2020年（令和2年） \| 2,864人 \| \| |                                        |  |
| 総務省統計局 国勢調査より |                                        |  |
| 1970年（昭和45年） | 7,443人                                |  |
| 1975年（昭和50年） | 6,989人                                |  |
| 1980年（昭和55年） | 6,633人                                |  |
| 1985年（昭和60年） | 6,337人                                |  |
| 1990年（平成2年） | 6,004人                                |  |
| 1995年（平成7年） | 5,548人                                |  |
| 2000年（平成12年） | 4,998人                                |  |
| 2005年（平成17年） | 4,378人                                |  |
| 2010年（平成22年） | 3,873人                                |  |
| 2015年（平成27年） | 3,269人                                |  |
| 2020年（令和2年） | 2,864人                                |  |

## 歴史
- 江戸時代 - 若桜藩があった。
- 1909年（明治42年）4月1日 - 八頭郡赤松村・若桜村・菅野村が合併して若桜町が発足。
- 1954年（昭和29年）3月1日 - 若桜町が池田村と合併し、改めて若桜町が発足。

### 名称の由来
「若桜」という名称はいくつかの諸説があるが、平安時代（承平）に作成された和名類聚抄に「若桜郷」として記載されたのが最初といわれている。「若桜」という名称の由来としては、日本書紀及び古事記の履中天皇の項に「伊波礼若桜宮」（いわれわかさくらのみや）に奉仕した「若桜部」（わかさくらべ）にちなむというのが最も有力な説といわれている。「若桜部」は平安時代の天皇直属の天皇を支える集団で、その「若桜部」がこの地に居住したことから、地名として定着したものと考えられている。

## 行政

### 町長
現職町長
- 町長：上川元張（任期：令和4年2月20日～令和8年2月19日）

歴代町長
| 歴代 | 氏名     | 在任期間                                                       | 備考     |
| ---- | -------- | -------------------------------------------------------------- | -------- |
| 1    | 君野秀三 | 昭和29年3月23日～昭和41年3月22日                               |          |
| 2    | 木島節夫 | 昭和41年3月23日～昭和45年3月22日                               |          |
| 3    | 武田吉造 | 昭和45年3月23日～昭和61年3月22日                               |          |
| 4    | 竹本憲治 | 昭和61年3月23日～平成2年8月10日、平成2年8月26日～平成6年1月2日 |          |
| 5    | 盛田可男 | 平成6年2月20日～平成10年2月19日                                |          |
| 6    | 宮本義雄 | 平成10年2月20日～平成18年2月19日                               |          |
| 7    | 小林昌司 | 平成18年2月20日～平成30年2月19日                               |          |
| 8    | 矢部康樹 | 平成30年2月20日～令和4年2月19日                                | 元町職員 |
| 9    | 上川元張 | 令和4年2月20日～ 現職                                          | 元県職員 |

出典:町勢要覧

### 町議会
定数：10名
任期：2026年（令和8年）3月8日
- 議長：山根政彦（やまね まさひこ）
- 副議長：小林誠（こばやし まこと）

歴代議長
| 歴代 | 氏名       | 在任期間                                                                                     | 備考 |
| ---- | ---------- | -------------------------------------------------------------------------------------------- | ---- |
| 1    | 武田市三郎 | 昭和29年3月31日～昭和31年11月26日                                                            |      |
| 2    | 熊田資治良 | 昭和31年11月26日～昭和33年3月5日                                                             |      |
| 3    | 木島節夫   | 昭和33年3月14日～昭和37年3月8日、昭和37年3月12日～昭和41年2月25日                            |      |
| 4    | 竹本憲治   | 昭和41年3月11日～昭和45年3月8日、昭和45年3月11日～昭和47年9月29日                            |      |
| 5    | 長尾義男   | 昭和47年9月29日～昭和49年3月8日                                                              |      |
| 6    | 竹本憲治   | 昭和49年3月12日～昭和53年2月19日                                                             |      |
| 7    | 上田郁夫   | 昭和53年3月11日～昭和55年3月14日                                                             |      |
| 8    | 岩本敏光   | 昭和55年3月14日～昭和57年3月8日                                                              |      |
| 9    | 盛田一男   | 昭和57年3月12日～昭和61年3月8日                                                              |      |
| 10   | 宮本義雄   | 昭和61年3月11日～平成2年3月8日、平成2年3月12日～平成4年7月2日                                |      |
| 11   | 武田修     | 平成4年7月2日～平成6年3月8日                                                                 |      |
| 12   | 中尾久雄   | 平成6年3月11日～平成10年3月8日、平成10年3月11日～平成14年3月8日                              |      |
| 13   | 谷川輝久   | 平成14年3月11日～平成18年3月8日、平成18年3月11日～平成22年3月8日                             |      |
| 14   | 岡本和廣   | 平成22年3月10日～平成26年3月8日                                                              |      |
| 15   | 川上守     | 平成26年3月10日～平成30年3月8日、平成30年3月9日～令和2年3月9日、令和2年3月9日～令和4年3月8日 |      |
| 16   | 山根政彦   | 令和4年3月9日～                                                                              |      |

出典:町勢要覧
歴代副議長
| 歴代 | 氏名       | 在任期間                                                         | 備考 |
| ---- | ---------- | ---------------------------------------------------------------- | ---- |
| 1    | 田中藤録   | 昭和29年3月31日～昭和31年12月5日                                 |      |
| 2    | 門河近蔵   | 昭和31年12月19日～昭和33年3月5日                                 |      |
| 3    | 吉田秋市   | 昭和33年3月14日～昭和37年3月8日                                  |      |
| 4    | 藤原惣次   | 昭和37年3月12日～昭和41年3月8日                                  |      |
| 5    | 山本茂美   | 昭和41年3月11日～昭和45年3月8日                                  |      |
| 6    | 田中亀代治 | 昭和45年3月11日～昭和47年9月29日                                 |      |
| 7    | 永原泰蔵   | 昭和47年9月29日～昭和49年3月8日、昭和49年3月12日～昭和53年3月8日 |      |
| 8    | 西本稔     | 昭和53年3月11日～昭和55年3月14日                                 |      |
| 9    | 𣇃井明     | 昭和55年3月14日～昭和57年3月8日                                  |      |
| 10   | 中尾潤一郎 | 昭和57年3月12日～昭和61年3月8日                                  |      |
| 11   | 上川豊己   | 昭和61年3月11日～平成2年3月8日                                   |      |
| 12   | 中尾久雄   | 平成2年3月12日～平成4年7月2日                                    |      |
| 13   | 谷川輝久   | 平成4年7月2日～平成6年3月8日                                     |      |
| 14   | 山本重幸   | 平成6年3月11日～平成10年1月15日                                  |      |
| 15   | 津崎信良   | 平成10年3月11日～平成14年3月8日                                  |      |
| 16   | 川戸稔     | 平成14年3月11日～平成14年6月27日                                 |      |
| 17   | 湯川宏通   | 平成14年7月22日～平成18年3月8日                                  |      |
| 18   | 坂本等     | 平成18年3月11日～平成22年3月8日                                  |      |
| 19   | 藤原源市   | 平成22年3月10日～平成26年3月8日                                  |      |
| 20   | 小林誠     | 平成26年3月10日～平成30年3月8日                                  |      |
| 21   | 前住孝行   | 平成30年3月9日～令和2年3月9日                                    |      |
| 22   | 山本晴隆   | 令和2年3月9日～令和4年3月8日                                     |      |
| 23   | 小林誠     | 令和4年3月9日～                                                  |      |

出典:町勢要覧

## 教育
- 若桜町立若桜学園

2012年に若桜町立若桜中学校と若桜町立若桜小学校を統合して発足した小中一貫校。

## 経済

### 林業
古くから林業が盛んで、昭和初期に敷設された鉄道も旅客のほかスギ丸太の輸送も主眼に置かれていた。戦後、外材の輸入に押されて林業が斜陽化すると、1960年代には1万人近くいた人口は1970年代に7000人へ激減。町は氷ノ山への観光にも乗り出すなど産業の多角化に着手した。

### 娯楽
- 若桜劇場（～昭和30年代） - 映画館[8]。

## 交通

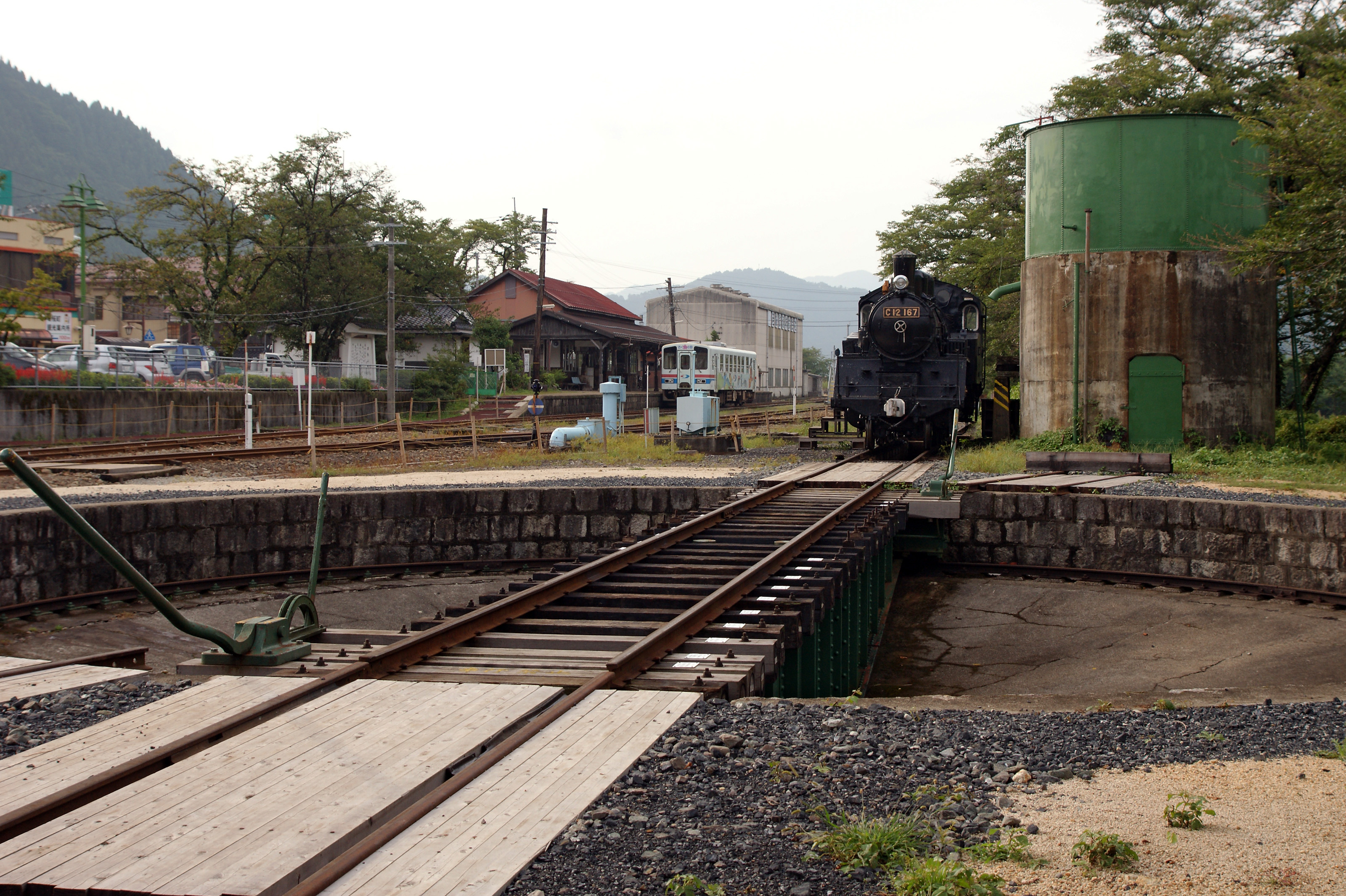
若桜駅

### 鉄道
- 若桜鉄道若桜線：若桜駅

### バス路線
- 日本交通
- 若桜町営バス

### 道路
- 一般国道
  - 国道29号
  - 国道482号
- 都道府県道
  - 鳥取県道・兵庫県道72号若桜下三河線
  - 鳥取県道・兵庫県道103号若桜湯村温泉線
  - 鳥取県道176号若桜停車場線

## 情報通信

### 市外局番
市外局番は、0858（70 - 89）となっている。ただし、天気予報は0857-177である。（市外局番0858の地域が鳥取県東部と中西部に複数存在するため。）
- 0858（70 - 89）エリア（郡家MA） - 鳥取市（河原・用瀬・佐治地域）・若桜町・智頭町・八頭町
  - NTT西日本
    - 郡家収容局（八頭町） 72（0 - 3、6 - 9千番台）、73（0千番台）、76（0、7千番台）
    - 郡家船岡収容局（八頭町） 73（6、8千番台）
    - 私都収容局（八頭町） 74（0、6千番台）、76（8千番台）
    - 八東収容局（八頭町） 76（4千番台）、84（1 - 3、6、8千番台）
    - 若桜収容局（若桜町） 76（5千番台）、77（3千番台）、82（0 - 2、5 - 6、8千番台）
    - 郡家池田収容局（若桜町） 83（0、6千番台）
    - 河原収容局（鳥取市） 76（3千番台）、77（2千番台）、85（0 - 3、5 - 9千番台）
    - 用瀬収容局（鳥取市） 76（2千番台）、87（2 - 3、6、8千番台）
    - 佐治収容局（鳥取市） 76（6千番台）、77（0千番台）、88（0千番台）、89（1千番台）
    - 智頭収容局（智頭町） 75（0 - 4、6、8千番台）、76（1、9千番台）
    - 那岐収容局（智頭町） 78（0、6千番台）
    - ひかり電話（収容局によらない） 71、77（6 - 9台）、78（3 - 5千台）、85（4千台）、87（1、7千台）、88（8 - 9千台）

  - その他
    - エネルギア・コミュニケーションズ 70
    - KDDI 79
    - ソフトバンクテレコム 80、86

  - 空き番号 81

### 郵便番号
郵便番号は以下の通りとなっている。
- 若桜郵便局:680-07xx

## 名所・旧跡・観光スポット・祭事・催事
- 若桜宿 - カリヤ通り、蔵通りなど
- 若桜鬼ヶ城 - 国の史跡
- 若桜神社 - 郷社
- 若桜弁財天
- 不動院岩屋堂 - 国の重要文化財
- 百間石垣
- 龍徳寺
- 意非神社 - 式内社、村社
- 若桜郷土文化の里
- 中之島公園
- 舂米（つくよね）の棚田 - 日本の棚田百選
- わかさ氷ノ山自然ふれあいの里
  - 鳥取県立氷ノ山自然ふれあい館響の森 - 日本最大のジオラマがある自然系博物館
  - わかさ氷ノ山キャンプ場
  - 氷ノ山高原の宿氷太くん
- わかさ氷ノ山スキー場
- 氷ノ山
- クソギの大滝
- 若桜ゆはら温泉
- 若桜駅 - 構内にSLと当時の管理施設を保存
- 伊勢道 = 天照大神が八上郡霊石山行宮の後、お帰りになったという氷ノ越えの道。天照大神のものという御製も伝わる

## 出身人物
- 君野順三（政治家、弁護士・元鳥取弁護士会長）
- 君野秀三（政治家・元若桜町長）
- 平林都（マナー講師）